# Toni Egger
Toni Egger (* 12. September 1926 in Siebeneich; † 2. Februar 1959 am Cerro Torre, Argentinien) war ein österreichischer Kletterer, vor allem Eiskletterer und Bergsteiger.

## Leben
Bekannt wurde Toni Egger durch seinen Tod beim Erstbesteigungsversuch des Cerro Torre (Patagonien), gemeinsam mit Cesare Maestri. Vermutlich wurde er von einer Eislawine erfasst, die sein Seil durchtrennte. Mit ihm verschwanden auch sein Tagebuch und die Fotokamera, die laut Maestri das Gipfelfoto enthielt, das als Beweis des Gipfelerfolgs hätte dienen sollen. Toni Eggers Seilpartner Maestri überlebte.
Am Weihnachtstag 1974 fand eine anglo-amerikanische Expedition, die den Torre-Gletscher überquerte, um zum Cerro Standhardt zu gelangen, einige Überreste von Toni Eggers Leiche. In der Nähe wurden auch Eispickel, Hammer, Messer und Seil gefunden. Im Sommer 1975 begrub der Schweizer Bergführer Hanspeter Trachsel seine sterblichen Überreste am Fuße der Westwand des Fitz Roy.
Nach dem Tod Eggers wurde ein Nebengipfel des Cerro Torre nach ihm benannt. Der 2685 Meter hohe Torre Egger gilt, wie der Cerro Torre, als einer der schwierigsten Gipfel der Welt. Des Weiteren ist er Namensgeber des Eggerturmes, eines Felsturmes westlich des Gipfels vom Seekofel in den Lienzer Dolomiten.

## Wichtige Unternehmungen
- 1954: Durchsteigung der Nordwände von Westlicher- und Großer Zinne (Sextener Dolomiten) an einem Tag (11 Stunden).
- 1957: Teilnehmer der Österreichischen Kordilleren-Expedition. Erstbesteigung des Jirishanca (6126 m).
- 1959: Erstbesteigungsversuch des Cerro Torre mit Cesare Maestri.

## Erstbegehungen
- 1951: Roter Turm-Nordwand, Lienzer Dolomiten
- 1951: Kellerturm-Nordwand, Karnische Alpen
- 1952: Laserzwand-Südwandkamin, Lienzer Dolomiten
- 1953: Laserzwand-Direkte Südwand, Lienzer Dolomiten
- 1954: Laserz-Nordwand, Lienzer Dolomiten
- 1955: Kleine Zinne-Südwand, Sextener Dolomiten
- 1956: Punta Ombretta-Südpfeiler, Dolomiten
- 1957: Jirishanca, Cordillera Huayhuash
- 1958: Patteriol-Südostpfeiler, Verwallgruppe
- 1958: Cima Bois-Südwestkante, Dolomiten